# Estadi de Torrero

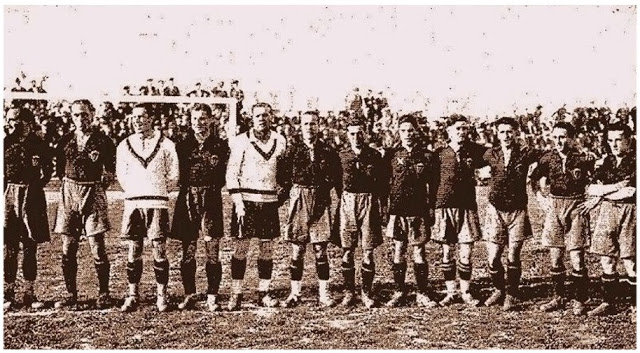
Fotografia d'un partit de la Selecció espanyola de futbol jugat l'any 1929 a l'estadi contra França.

L'Estadi de Torrero fou un recinte esportiu dedicat al futbol de la ciutat de Saragossa.
Va ser la seu dels club Iberia SC (1923-1932) i Real Zaragoza (1932-1957). Tenia una capacitat per a 15.020 espectadors Va ser inaugurat el 7 d'octubre de 1923, i fou clausurat el 1957, essent substituït per la La Romareda.